# Jonge vrouw rijgt parels aaneen
Jonge vrouw rijgt parels aaneen (Frans: L'Enfileuse de perles) is een schilderij van Frans van Mieris uit 1658. Het geldt als een van de hoogtepunten binnen zijn oeuvre. Sinds 1836 maakt het werk deel uit van de collectie van het Musée Fabre in Montpellier.

## Voorstelling
Van Mieris wordt gerekend tot de fijnschilders, een groep schilders onder aanvoering van Gerrit Dou, Van Mieris' leermeester, die zich erop toelegde de werkelijkheid zo nauwkeurig mogelijk weer te geven. Zij schilderden met name kleine genrestuken, waarvan Jonge vrouw rijgt parels aaneen een goed voorbeeld is. Dou beschouwde Van Mieris als zijn beste leerling.
Op het schilderij, waarvan de compositie ontleend is aan Gerard ter Borch, is een welgesteld meisje afgebeeld dat parels tot een ketting rijgt in aanwezigheid van een bediende. Haar kleding is prachtig geschilderd, waarbij de rok van grijs satijn, de blauwe linten en het vermiljoene korset dat met zilver geborduurd is, in het oog springen. Het meisje pakt de parels uit een doosje met Japans lakwerk. Op tafel ligt een Perzisch tapijt, een veel voorkomend motief in die tijd, met daarop een zilveren schenkkan en schaal. De stoel waarop ze zit, is bekleed met grijs taupe stof. Doordat de achtergrond volledig in de schaduw blijft, leidt niets af aan het tafereel op de voorgrond. De raadselachtige blik van het meisje en het relatief koude kleurgebruik verlenen het schilderij een zekere afstandelijkheid.

## Herkomst
- het schilderij is in bezit van de verzamelaar Diederik van Leyden.
- gekocht door Francis Seymour-Conway, derde markies van Hertford.
- geruild voor een ander werk met La Fontain.
- 1811: in bezit van Charles-Maurice de Talleyrand.
- 1817: gekocht door Chevalier Bonnemaison.
- in bezit van Antoine Valedeau.
- 1836: nagelaten aan het Musée Fabre.

## Afbeelding

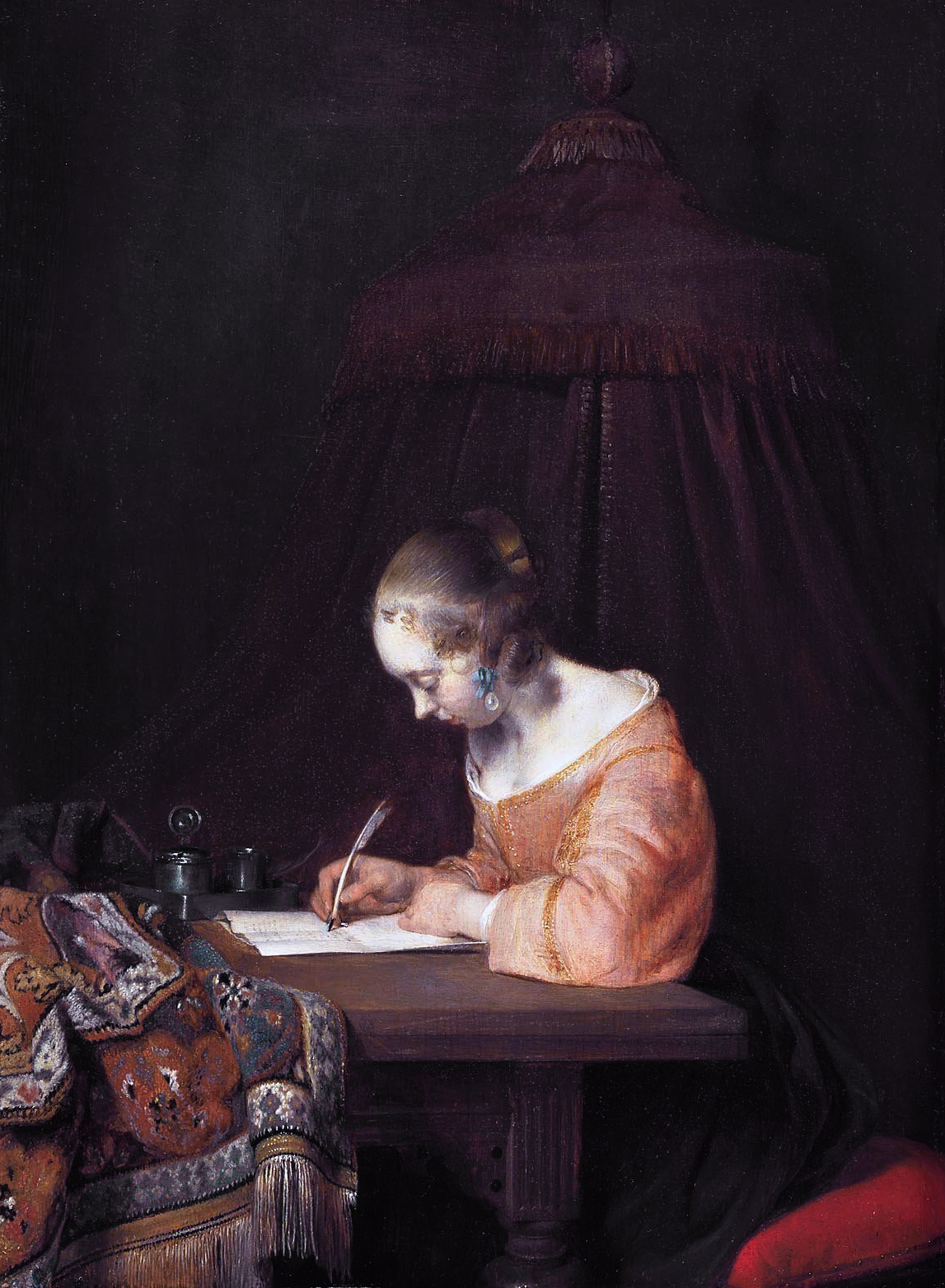
De briefschrijfster - Gerard ter Borch